# 释定演
释定演（？—？），俗姓王，今河北三河人，元朝佛教僧人。

## 生平
定演7岁入大崇国寺，拜释善选为师。此后，定演云游五台山，住持上方寺，阅读佛经，兼习毗尼。逢崇国寺住持空缺，遂被任命为崇国寺住持，在寺内授《华严经》。后来，定演获元世祖赐号“佛性圆融崇教大师”。元朝至元二十一年（1284年）前后（其他说法还有至元二十二年、至元二十四年，但大隆善护国寺有至元二十一年碑提及“崇国北寺”），经元世祖赐地，定演在元大都建成了另一座崇国寺（为区别于旧的崇国寺，故史称“崇国北寺”，即今大隆善护国寺的前身），修建了大殿、藏经阁、方丈室、廊庑、僧舍、斋、厨等建筑。